# 서부회색긴팔원숭이
서부회색긴팔원숭이(Hylobates abbotti)는 긴팔원숭이과에 속하는 영장류다. 동물학자 윌리엄 루이스 애벗의 이름을 따서 명명했다.

## 분류학
이전에는 서부회색긴팔원숭이와 북부회색긴팔원숭이가 남부회색긴팔원숭이와 같은 종으로 여겨졌지만, 최근 연구에 따라 세 종 모두 별개의 종으로 간주되며, IUCN 적색 목록과 미국 포유류학회 모두 이를 별개의 종으로 간주한다.

## 분포
서부회색긴팔원숭이는 보르네오섬 서부 지역의 고유종으로, 칼리만탄과 사라왁에서 발견된다. 카푸아스강 북쪽에서 발견되며, 동쪽으로는 스파오까지 분포한다.

## 보전 상태
서부회색긴팔원숭이는 보르네오의 심각한 삼림 벌채와 엘니뇨 현상으로 인한 산불 증가로 인해 멸종 위기에 처한 것으로 여겨진다. 또한 애완동물 거래를 위한 불법 사냥과 포획으로 인해 위협받고 있다.